# Gwendolyn Garcia
Gwendolyn Fiel Garcia (Cebu City, 21 oktober 1955), beter bekend als Gwen Garcia, is een Filipijns politicus. Garcia werd tijdens de verkiezingen van 2004 gekozen als gouverneur van de provincie Cebu. Ze werd daarmee de eerste vrouwelijke gouverneur van Cebu uit de geschiedenis van de Filipijnen en volgde haar vader Pablo Garcia op die vanaf 1995 gouverneur was geweest. In 2007 en in 2010 werd ze herkozen.